# Granulina rutae
Granulina rutae is een slakkensoort uit de familie van de Marginellidae. De wetenschappelijke naam van de soort is voor het eerst geldig gepubliceerd in 2008 door Ortea, Moro & Martin.